# Ongata Rongai
Ongata Rongai è una città del Kenya situata nella contea di Kajiado, poco a sud di Nairobi, nella Rift Valley. Il nome, in lingua masai, significa pianoro stretto. Infatti, il nucleo originale della città è costruito su uno stretto altopiano che forma l'ultima propaggine dei pianori Kaputiei verso il massiccio delle colline Ngong.

## Storia
Ongata Rongai è nata alla fine degli anni 1950 come villaggio di scavatori di pietra. I primi abitanti, di etnia Luo, costruirono un piccolo villaggio, Kisumu Ndogo, poco distante dalla strada che collega Nairobi al Lago Magadi. La pietra da costruzione veniva cavata poco più a sud, dove ora sorge il popoloso quartiere di Kware (dall'inglese quarry, "cava"). Subito dopo la nascita del villaggio Luo, alcune famiglie Kikuyu, Kamba e Masai si stabilirono nella zona e dettero vita ad un piccolo centro commerciale, chiamato tuttora Rongai.
Negli anni novanta, la cittadina di Ongata Rongai è diventata meta preferita della classe media e alta che cercava nuove zone abitative vicine alla capitale. Ha conosciuto una sviluppo rapido, sebbene il settore dei servizi pubblici stenti a crescere alla stessa velocità. I servizi essenziali, quali le forniture d'acqua e l'assistenza medica, vengono assicurate da privati o dalle chiese. Lo stesso si può dire del settore dell'istruzione, dominato da privati e gruppi religiosi.

## Società

### Evoluzione demografica
Nei primi anni sessanta, Ongata Rongai contava circa 500 abitanti. Nel 1990 la popolazione era salita a 10.000, e oggi si stima una popolazione totale di circa 200.000 persone. 
Pur sorgendo su di un territorio considerato masai, la presenza di Masai a Ongata Rongai è minima; la maggioranza della popolazione è formata dalle etnie Kikuyu e Kamba, con importanti minoranze di Luo, Luya ed Embu. Sono comunque rappresentati tutti i gruppi etnici del paese. A Ongata Rongai vivono anche un buon numero di stranieri: tanzaniani, ruandesi, burundesi, ugandesi, sudanesi, italiani, tedeschi e inglesi.
La maggioranza degli abitanti appartiene ai ceti medio alti. È comunque alta la presenza di poveri, molti dei quali vivono sotto il livello di povertà (meno di un euro al giorno). A Ongata Rongai esistono tre baraccopoli. Bangladesh, la più povera, ospita un migliaio di abitanti. Kisumu Ndogo, che sorge sul sito del nucleo originario della città, ospita circa 500 abitanti. Kware continua ad essere la baraccopoli più grande. Va però detto che Kware si sta trasformando da baraccopoli a borgo di classe media. Molti degli abitanti più poveri hanno dovuto abbandonare il terreno che occupavano a favore di famiglie benestanti che, dopo aver riunito vari appezzamenti di terreno piccoli, costituiscono un nuovo lotto fabbricabile. Mentre nel 2000 Kware aveva circa 40.000 abitanti, per lo più persone dal basso reddito, ora gli abitanti sono cresciuti (60.000 circa) ma anche il loro reddito medio è più che decuplicato.

### Istituzioni, enti e associazioni
Il governo del Kenya è presente a Ongata Rongai con un ufficio di sub-chief (vice capo). Il capo di tutta l'area ha il suo ufficio principale nel centro abitato di Nkoroi, 5 km a sud del centro di Ongata Rongai e oramai diventato un sobborgo della città. La stazione di polizia è tra le più grandi del distretto, seconda solo a quella di Ngong. L'ufficio postale è stato aperto nel 1999. Non esistono uffici governativi, che hanno sede a Kajiado.
A Ongata Rongai più di 120 chiese e sette di ispirazione cristiana hanno una o più sedi. La più rappresentata è la Chiesa cattolica (60.000 fedeli), presente con la parrocchia di Santa Maria (chiesa, saloni, scuola elementare), il centro medico di Fatima (ambulatorio, maternità, casa per anziani, laboratori di ricerca medica) e attività sociali. La Chiesa Anglicana (3.000 fedeli) ha due parrocchie e attività sociali. Le altre organizzazioni religiose sono di piccole dimensioni.
Ad Ongata Rongai hanno sede anche alcune importanti scuole: l'Università Nazarene, di ispirazione cristiana fondamentalista, la scuola secondaria Olelaiser, di ispirazione metodista, e la scuola primaria (elementari e media) Saint Mary, cattolica, tra le prime cento del paese.